# Aegus glomerosus
Aegus glomerosus es una especie de coleóptero de la familia Lucanidae.

## Distribución geográfica
Habita en Vanuatu.